# Missió jesuítica de Jesús de Tavarangué
La missió jesuítica guaraní de Jesús de Tavarangué és una de les reduccions que encara es conserven, d'entre nombrosos pobles fundats per missioners jesuïtes en el marc de llur obra colonitzadora a Amèrica del Sud al segle xvii. Està situada al departament d'Itapúa, Paraguai.
Va ser fundada el 1685 a la vora del riu Monday pel jesuïta Gerónimo Dofí, encara que l'assentament va haver de traslladar-se diverses vegades per l'hostilitat dels brasilers que els atacaven i portaven com a esclaus, fins a arribar al que avui queda a 38 km de la ciutat d'Encarnación. Va arribar a tenir prop de tres mil habitants per 1750. A aquesta missió es va començar a construir una de les esglésies més grans de l'època, que va haver de deixar sense concloure per l'expulsió dels jesuïtes en 1768 per part de Carles III d'Espanya.
Les ruïnes d'aquestes missions religioses reflecteixen una forma de vida i d'ensenyament marcades per un estil singular. Es va redescobrir gairebé dos segles després, i va ser declarat-se Patrimoni de la Humanitat per part de la UNESCO el 1993. Segons l'informe de la Unesco: «Les ruïnes arqueològiques d'aquests complexos urbans representen una fusió de cultures en la qual el procés de cristianització va permetre a la població indígena conservar elements de la cultura tradicional.»